# Jalová

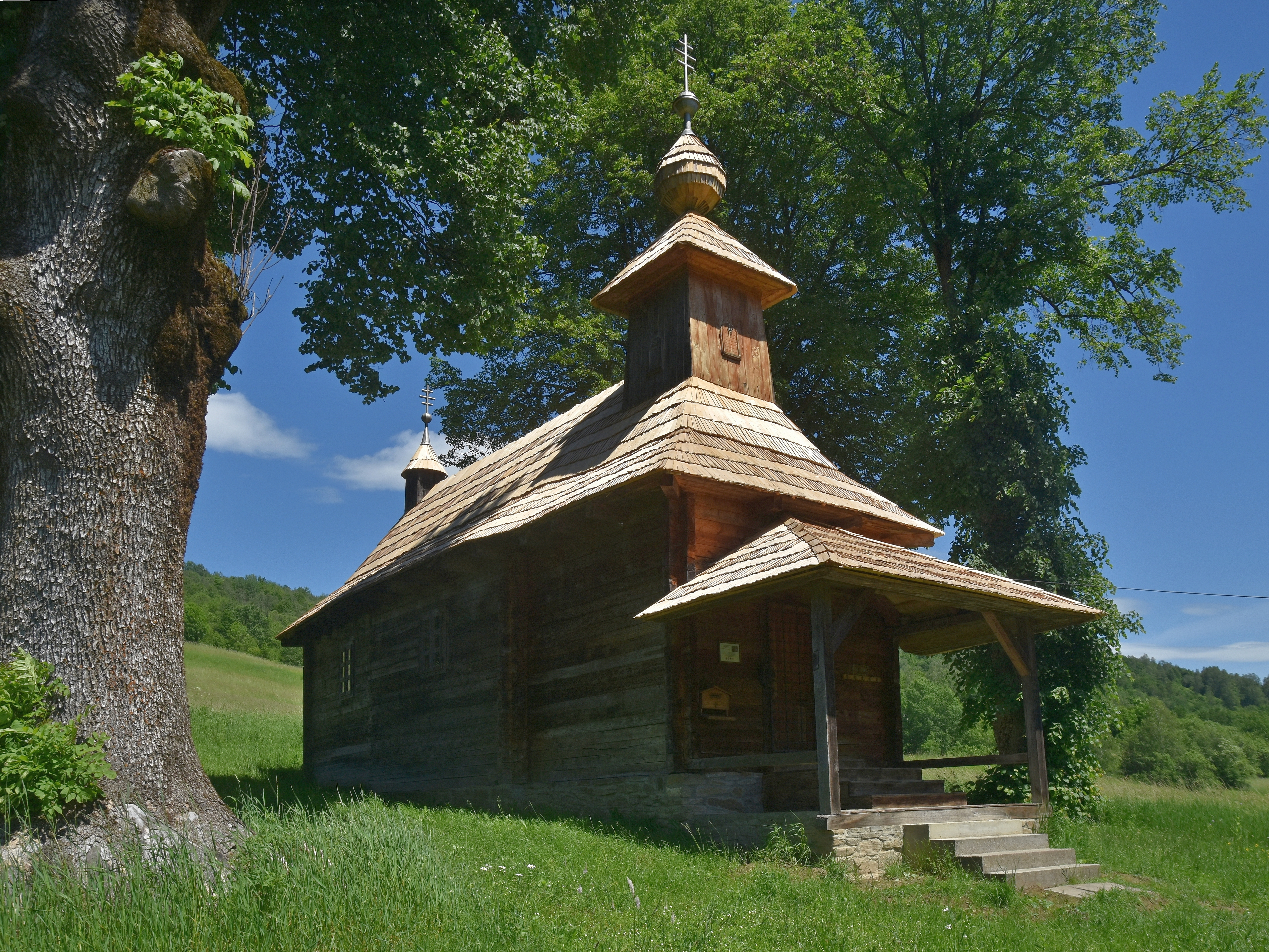
L'église en bois de saint Georges le martyr à Jalová. Juin 2019.

Jalová est un village de Slovaquie situé dans la région de Prešov.

## Histoire
Première mention écrite du village en 1568.

## Démographie

### Évolution de la population
| Année:               | 1994. | 2004.   | 2014.    | 2024.    |
| -------------------- | ----- | ------- | -------- | -------- |
| Nombre de personnes: | 97    | 89      | 73       | 60       |
| Différence:          |       | -8,24 % | -17,97 % | -17,80 % |

| Année:               | 2023. | 2024.   |
| -------------------- | ----- | ------- |
| Nombre de personnes: | 63    | 60      |
| Différence:          |       | -4,76 % |